# ウーヴェ・オンマー

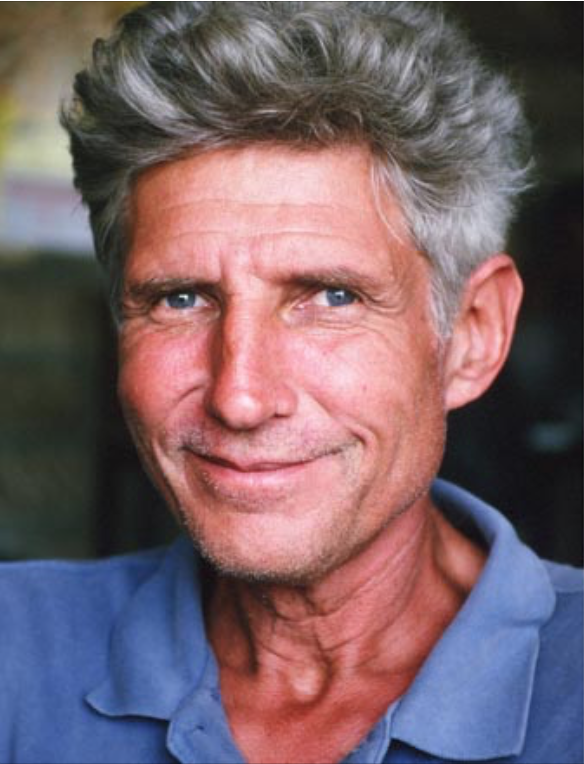
Uwe Ommer

ウーヴェ・オンマー(Uwe Ommer, 1943年 - )は、ドイツ国籍の写真家。広告写真のほか、ドキュメンタリーやエロティカも手掛ける。パリ在住。
名前について表記の揺れが存在する。国際標準名称識別子(ISNI)およびフランス国立図書館(BnF)ではウーヴ・オメール、アリアンスフランセーズはウーヴェ・オメールの表記を採用している。日本国内でもウーヴ・オメールとして紹介されたことがある。

## 経歴
1943年、ベルギッシュ・グラートバッハに生まれる。若い時期より写真に魅了され、14歳で最初のカメラを手に入れる。当初は鳥の撮影に興味を持っていた。
18歳の時には鳥をあきらめていたが、写真家としてのスキルは向上していた。カメラショップで見習いとして働き始め、すぐに副業としてケルンのローカル紙の写真撮影も行うようになった。ローカル紙のスタッフが都合悪いときには交通事故から結婚式までなんでも撮った。
1962年(19歳)、Photokina 1962においてDeutscher Jugend Photo Preis(ドイツ青年写真賞)受賞。 
1963年(20歳)、パリに移住。広告写真家のJean Pierre Ronzelのアシスタントになる。フランス語を完璧にするまで、決してパリを離れようとしなかった。
1966年(23歳)、 自前のスタジオを開業。主として女性雑誌のためのファッション写真や広告写真を撮る。
1988年、コダック(Kodak)がオリンピック大会の公式プロ仕様フィルム(Official Professional Film of the 1988 olympic Games)になった際、その広告写真を手掛ける。
1991年、Dana DawsonのCDジャケット("MOVING ON",Colombia)を手掛ける。
1995年、大幅に方針を転換し、それまでとは違ったプロジェクトに着手する。翌年、千年紀の終わりまでにすべての大陸のあらゆる種類の家族を記録するために旅に出る。2000年、4年間で130カ国を訪問し、1000を超える家族にインタビューして帰国。本人公式サイトによると、ランドローバー、ロライフレックス、ポータブルスタジオ、助手一人、多くの地図とガイドブック(ただし電話、GPSシステム、スペアパーツ、時計なし）を使用したとのこと。
2000年、パリに帰還。Taschenはカタログ“1000 Families”を出版。"Photokina 2000"(9月、ケルン)でこれらの写真が初公開されたのに合わせたものである。以後、これらの写真の展覧会は世界各地で開催されている。
2002年、英国王立写真協会(Royal Photographic Society)より名誉フェローシップ(Honorary Fellowship)に選定される。
2003年、青年向け書籍・出版サロン(Salon du livre et de la presse jeunesse）より青年向け出版部門賞(Prix de la presse de jeunesse)を授与される。国際地理学フェスティバル(Festival International de Géographie)よりプトレマイオス賞(Prix Ptolémée)を授与される 。
2010年、ヨーロッパ40か国の10代の若者とその家族を撮影するプロジェクト"Teen Families"を開始。その成果は2012年から2014年、各地の展覧会で公開されている。
2013年、CRAF(Centro di ricerca e archiviazione della fotografia)より写真国際賞(International Award of Photography) を授与される 。
2015年、マッサ・マリッティマ(イタリア)でTuscan Photo Festival 2015の一環として講演会。
2016年、Wikimedia Italia主催の写真コンテストWiki Loves Monumentsの審査員を務める。
現在、フランス本国と海外領の10代の若者のアイデンティティーに関するプロジェクトに取り組んでいる 。

## 展覧会
- 1965年
  - Les visages de la Mouffe.Galerie Mouffe(パリ)[16]
- 1988年
  - 6月22日-8月29日.ポンピドゥー・センター(パリ)[17]
  - 8月21日-9月6日.第2回国際写真祭 (2de Internationaal Fotofestival).(ベルギー、トゥルンハウト)[18]
- 2008年
  - 10月31日-11月9日.放浪のアート　カイディン　｢奥の細道を辿る｣.定禅寺通り中央緑道(一番町から国分町の間）(宮城県仙台市)[19]
- 2009年
  - jardins du Palais de la Berbie.(フランス、アルビ)[20]
- 2013年
  - 9月10日-10月10日.Jeux de Mains.銀座シャネル・ネクサスホール(東京都)[21]
- 2018年
  - 4月8日.Espace Photo du Perche(フランス、ベレームBellême)
  - 10月21日.Villa Arconati(イタリア、ボッラーテ)

### 1000 Families関連
出典：
- 2000年
  - Photokinaの一環として(ケルン) (1000 photographs)
- 2001年
  - イタリア、オルヴィエート (150 photographs)
  - Norton Museum of Art(フロリダ州ウェストパームビーチ)  (154 photographs)
  - 国民議会(パリ) (210 photographs)
  - アル＝ケ＝スナンの王立製塩所 (210 photographs)
  - ドイツ、ドルトムント (500 photographs)
- 2002年 
  - Frist Center for Visual Arts(テネシー州ナッシュビル ) (110 photographs)
  - フランス、ポール＝シュル＝ソーヌ Port-sur-Saône (400 photographs)
  - 中国、天津市 (40 photographs)
  - 商業施設Fnac (マドリード)(60 photographs)
- 2003年 
  - Musée d’Art et d’Histoire (フランス、サン＝ブリユー)(60 photographs)
  - フランス、ル・ブラン＝メニル  (60 photographs)
  - Jardin Botanique(ブリュッセル) (110 photographs)
  - オーストリア、グムンデン (210 photographs)
  - オーストリア、リンツ (210 photographs)
  - 商業施設 Fnac(バルセロナ) (60 photographs)
  - 商業施設Fnac(スペイン、マルベーリャ） (60 photographs)
- 2004年 
  - Millenium Park(シカゴ) (180 photographs)
  - Speed Art Museum(ケンタッキー州ルイビル)
- 2005年 
  - 国際連合60周年記念式典(60ième anniversaire des Nations Unis)の一環(ジュネーブ)  (200 photographs)
  - Brick Gallery(ニューヨーク州キャッツキルCatskill) (100 photographs)
- 2006年 
  - Parc du Château de la Bourdaisière(フランス、モンルイ＝シュル＝ロワール) (100 photographs)
  - ドイツ、ハレ (100 photographs)
  - ライプツィヒ (100 photographs)
  - Fez Museum(ベルリン) (100 photographs)
  - マルタ、バレッタ (120 photographs)
  - アイルランド、ダブリン (120 photographs)
  - ナイロビ (40 photographs)
- 2007年 
  - Parc du Château de la Bourdaisière(フランス、モンルイ＝シュル＝ロワール) (100 photographs)
  - オーストリア、フェクラブルック(210 photographs)
  - アイルランド、コーク (120 photographs)
- 2008年 
  - フランス、ロワシー＝アン＝フランス (130 photographs)
  - Cour des Boecklin (フランス、ビシュハイムBischheim) (50 photographs)
  - アイルランド、ベルファスト (120 photographs)
- 2009年 
  - フランス、リーディスハイムRiedisheim(50 photographs)
  - Festival de la Merの一環(フランス、ヴァンヌ) (35 photographs)
- 2010年 
  - Musée de la Marine(リスボン) (100 photographs)
  - ドイツ、ロイトリンゲン (200 photographs)
  - フランス、ヴィルヌーヴVilleneuve (35 photographs)
- 2014年
  - Fundacion Cultural de Provencia(チリ、サンティアゴ)

### Teens & Families関連
出典：
- 2012年
  - 7月15日-9月23日.Festival "Été des Portraits"(フランス、ブルボン＝ランシー Bourbon-Lancy)
  - 9月18日-23日.Photokina - World of imaging(ケルン)
- 2013年
  - 3月27日-5月21日.Bibliothèque Universitaire St. Quentin en Yvelines(フランス、ヴェルサイユ)
  - 4月12日-5月15日.Fototage(オーストリア、グムンデン)
  - 4月27日-5月12日.Place Saint Sulpice(パリ)
  - 5月3日-6月3日.Place Jean Jaurès(フランス、モントルイユ)
  - 5月9-10日.Parvis de l'Hôtel de Ville de Paris / Fête de l'Europe(パリ)
  - 7月25日-9月15日.Le Murate(フィレンツェ)
- 2014年
  - 5月1日-6月1日.Parc de la Pépinière(フランス、ナンシー)
  - 9月11日-10月31日.Jour & Nuit.Esplanade J4, en face du MuCEM(フランス、マルセイユ)

## 出版

### 雑誌・カタログ
- le nouveau photocinema No19(1973 Dec). Publications Photo-cinema Paul Montel, Paris.1973
- le nouveau photocinema No20(1974 Jan). Publications Photo-cinema Paul Montel, Paris.1974
- TUTTI fotografi No12(1973 Dec).Rodolfo Namias Editore srl, Milano. 1973
- CHARLES JOURDAN PRINTEMPS/ETE 1979.CHARLES JOURDAN, Paris.1979
- CHARLES JOURDAN PRINTEMPS/ETE 1980.CHARLES JOURDAN, Paris.1980
- CHARLES JOURDAN PRINTEMPS/ETE 1981.CHARLES JOURDAN, Paris.1981
- CHARLES JOURDAN PRINTEMPS/ETE 1982.CHARLES JOURDAN, Paris.1982
- ZOOM N# 85.Publicness, Paris.1981
- ZOOM N# 92.Publicness, Paris.1982
- ZOOM N# 115.ZAO Édition,Paris.1985
- ZOOM N# 150.ZAO Édition,Paris.1989
- ColorFoto 16 Mar 1987.WEKA MEDIA PUBLISHING GmbH, Haar bei München.1987
- ColorFoto 20 Jul 1994.WEKA MEDIA PUBLISHING GmbH, Haar bei München.1994
- fotoMAGAZIN AKT SONDERHEFT(1986 Jan).JAHR TOP SPECIAL VERLAG GmbH & Co. KG, Hamburg. 1986
- fotoMAGAZIN Nr4(1990 Apr).JAHR TOP SPECIAL VERLAG GmbH & Co. KG, Hamburg. 1990
- fotoMAGAZIN Nr8(1997 Aug).JAHR TOP SPECIAL VERLAG GmbH & Co. KG, Hamburg. 1997
- DAS Magazin 1996 Feb.Tamedia AG,Zürich.1996
- MINOLTA-REVUE Nr.86(1997 Feb 1).Minolta Co.,Ltd., Osaka, Japan. 1997
- soprattutto Anno2 No30(1998 Jul 24-30).BAO Publishing, Milano. 1998
- Catalogue de vente de Piasa, photographies anciennes, modernes et contemporaines.PIASA, Paris.2007
- DM Magazine 9 februari 2008.De Persgroep Publishing, Kobbegem,Asse, Vlaams-Brabant, Belgium. 2008
- IN THE MOOD No41.Bongénie-Grieder, Geneve.2012

### 書籍
- Photedition 2. Verlag Photographie, Schaffhausen 1980, ISBN 3-7231-1000-2.
- Exotic. Bahia Verlag, München 1983, ISBN 3-922699-24-3.
- Isa Vercelloni;Styles of Living.Rizzoli International Publications, Inc.1985
- Black ladies. Taco, Berlin 1987, ISBN 3-89268-032-9.
- Erotic Photographs. Taco, Berlin 1988, ISBN 3-89268-044-2.
- Photographies Erotiques. Bookking International. 1988
- Uwe Ommer. Benedikt Taschen Verlag, Berlin 1990, ISBN 3-89450-064-6.
- Noumia. Vents d'Ouest, Issy-les-Moulineaux 1994, ISBN 2-86967-309-4.
- Black ladies. Taschen, Cologne 1995, ISBN 3-8228-8674-2.
- Asian ladies. Taschen, Cologne 2000, ISBN 3-8228-7181-8.
- 1000 Families: das Familienalbum des Planeten Erde. Taschen, Cologne 2002, ISBN 3-8228-2264-7.
- Transit : in 1424 Tagen um die Welt. Taschen, Cologne 2006, ISBN 978-3-8228-4653-7.
- Do It Yourself, with Renaud Marchand. Taschen, Cologne 2007, ISBN 3-8228-5628-2.
- Vene’Z Y voir -La Côte d'Ivoire.L’Oiseau Indigo,Arles.2017

### カレンダー
- Mintex Calendar 1982.Thomas Forman＆Sons Ltd, Nottingham, England. 1982 [24]
- Pirelli Calendar 1984.Pirelli, London.1983 [25]
- #PLASTICSUSHI - CALENDAR 2017.A Project by Marisa Papen.2016
- #PLANETPLASTIC - THE CALENDAR 2018.A Project by Marisa Papen.2017[26]

### その他
1976年から1997年にかけて、Nana Mouskouri, Joanne Brackeen & Ryo Kawasaki, La Velle, Diana Ross, Nona Hendryx, Véronique Rivière, 
Ursula.B., Anthony And The Camp, Ranzie, Dana Dawson, Zephir (2), Stella Spice, Bob Baldwinのジャケット写真(レコード・CD)を手掛ける。

## その他
"Black Ladies"に、セネガル共和国の初代大統領であり詩人としても知られるレオポール・セダール・サンゴール(Leopold Sedar Senghor)が序文を寄せている。